# Rhamphomyia ponti
Rhamphomyia ponti är en tvåvingeart som beskrevs av Bartak 2007. Rhamphomyia ponti ingår i släktet Rhamphomyia och familjen dansflugor.
Artens utbredningsområde är Österrike. Inga underarter finns listade i Catalogue of Life.